# Biblioteksutveckling Sörmland
Biblioteksutveckling Sörmland (tidigare Länsbibliotek Sörmland) bedriver regional biblioteksverksamhet och läs- och litteraturfrämjande verksamhet i Sörmland. Biblioteksutveckling Sörmland är en del av Region Sörmland. Verksamheten får också som en del av kultursamverkansmodellen statliga medel.
Enligt Bibliotekslagen (2013:801) har den regionala biblioteksverksamheten i syfte att främja samarbete, verksamhetsutveckling och kvalitet när det gäller de folkbibliotek som är verksamma i länet.